# Macbeth (téléfilm, 1979)
Pour les articles homonymes, voir Macbeth.
Pour plus de détails, voir Fiche technique et Distribution.
Macbeth est un téléfilm britannique, réalisé par Philip Casson et diffusé à la télévision sur ITV en 1979.

## Fiche technique
- Titre original : Macbeth
- Pays d'origine :  Royaume-Uni
- Année : 1979
- Réalisation : Philip Casson
- Scénario : Trevor Nunn (adaptation)
- Histoire : William Shakespeare, d'après sa pièce éponyme
- Producteur : Trevor Nunn
- Société de production : Royal Shakespeare Company, Thames Television
- Société de distribution : Independent Television (ITV)
- Musique : Guy Woolfenden
- Costumes : Lyn Harvey
- Maquillage : Sally Thorpe (makeup designer)
- Langue : anglais
- Format : Couleur – 1,33:1 – Mono
- Genre : drame
- Durée : 145 minutes

## Distribution
- Ian McKellen : Macbeth
- Judi Dench : Lady Macbeth
- Bob Peck : Macduff
- Roger Rees : Malcolm
- Ian McDiarmid : Ross
- Zak Taylor : Fleance
- John Bown : Lennox
- Duncan Preston : Angus
- Greg Hicks : Donalbain / Seyton
- Griffith Jones : Duncan
- Stephen Warner : le fils de Macduff
- Marie Kean : 1re sorcière
- Judith Harte : 2e sorcière
- Susan Dury : 3e sorcière / Lady Macduff